# Otto Schrader (Indogermanist)
Otto Schrader (* 28. März 1855 in Weimar; † 21. März 1919 in Breslau) war ein deutscher Sprachwissenschaftler, der insbesondere die Bedeutungsgeschichte germanischer und urindogermanischer Begriffe erforschte. Er wird gelegentlich mit dem nicht verwandten Indologen Friedrich (oft nur F.) Otto Schrader (1876–1961) verwechselt.

## Ausbildung und Familie
Schrader stammt aus einer thüringischen Beamtenfamilie, besuchte in Weimar das Gymnasium und studierte in Jena, Leipzig und Berlin. Zum Dr. phil. promoviert, erhielt er 1878 eine Lehrerstelle am Großherzoglichen Gymnasium in Jena. An der Universität Jena habilitierte er sich 1887 und wurde 1890 zum außerordentlichen Professor berufen. 1909 wechselte er als ordentlicher Professor an die Universität Breslau. Schrader heiratete 1879 Marie von Wilms, mit der er vier Kinder hatte. Er bezeichnete sich als nationalliberal.

## Wissenschaftliches Profil
Der Sprachbetrachtung muß die Sachbetrachtung zur Seite treten, postulierte er in seiner Schrift Die Indogermanen. Außer mit sprachwissenschaftlichen arbeitete er vor allem mit archäologischen und rechtsgeschichtlichen Argumenten. Mit Vorliebe bezog er Erkenntnisse aus eigener Anschauung der russischen Volkskultur.

## Unterstützung Hehns
Schrader unterstützte Victor Hehns These, die Indogermanen seien ursprünglich Nomaden gewesen. Sie domestizierten lediglich das Pferd, das sie aßen. Da gemein-indogermanische Wörter etwa für „Esel“ und „Kamel“ fehlen, nahm Schrader an, dass die Urheimat der Indogermanen in den nordpontischen Steppen, am Kaspischen Meer und am Aralsee gelegen habe, wo wilde Pferde heimisch waren. Schraders ausgearbeitete These wurde letztlich zur Grundlage für Marija Gimbutas’ Kurgantheorie.

## Auszeichnungen
- 1886: Förderpreis der Bopp-Stiftung

## Veröffentlichungen
Ein Gesamtverzeichnis von Schraders Büchern und Aufsätzen fehlt bisher.
- Quaestionum dialectologicarum Graecarum particula, Dissertation, Leipzig 1877 OCLC 14714885.
- Die älteste Zeittheilung des indogermanischen Volkes, Berlin 1878
- Aus der Geschichte der Hausthiere. Eine linguistische Studie, in: Nord und Süd 15 (1880), S. 335–348.
- Sprachvergleichung und Urgeschichte. Linguistisch-historische Beiträge zur Erforschung des indogermanischen Altertums, 1. Auflage Jena 1883, 2. Auflage Jena 1890, 3. Auflage Jena 1906
- Thier- und Pflanzengeographie im Lichte der Sprachforschung. Sammlung gemeinverständlicher wissenschaftlicher Vorträge, Heft 427 (1883), Berlin 1884.
- Victor Hehn, Kulturpflanzen und Hausthiere in ihrem Übergang aus Asien nach Griechenland und Italien sowie in das übrige Europa. Historisch-linguistische Skizzen, neu herausgegeben von Otto Schrader. Mit botanischen Beiträgen von Adolf Engler, 6. Auflage Berlin 1884, 7. Auflage 1902, 8. Auflage 1911
- Linguistisch-historische Forschungen zur Handelsgeschichte und Warenkunde, Band 1, Jena 1886
- Über den Gedanken einer Kulturgeschichte der Indogermanen auf sprachwissenschaftlicher Grundlage, Jena 1887. Probevorlesung vom 7. Februar 1887
- Etymologisches und Kulturhistorisches. In. ZVS 30 / N.F. 10 (1890) S. 461–485
- Linguistisch-historisches, in: Gustav Richter, Symbola doctorum Ienensis gymnasii in honorem gymnasii Isenacensis collecta, Jena 1895
- Etymologisch-Kulturhistorisches. In: Philologische Studien, Festgabe für Eduard Sievers zum 1. Oktober 1896, Halle 1896, S. 1–11
- Vom neuen Reich ("Deutsches Reich und Deutscher Kaiser", "Die Deutschen und das Meer"), zwei sprachlich-geschichtliche Vorträge. Allgemeiner Deutscher Sprachverein, Berlin 1897
- Reallexikon der indogermanischen Altertumskunde. Grundzüge einer Kultur- und Völkergeschichte Alteuropas. 1. Auflage Strassburg 1901, 2. Auflage, herausgegeben von Alfons Nehring, Berlin, Leipzig, 1917–1929
- Nachwort, in: Victor Hehn, Das Salz, eine kulturhistorische Studie, 2. Auflage, Berlin 1901
- Über den Stand der indischen Philosophie zur Zeit Mahāvīras und Buddhas, Kreising,  Leipzig 1902 (= Dissertation Straßburg 1902), online
- Die Schwiegermutter und der Hagestolz. Eine Studie aus der Geschichte unserer Familie, Braunschweig 1904
- Totenhochzeit. Ein Vortrag gehalten in der Gesellschaft für Urgeschichte zu Jena, Jena 1904
- Über Bezeichnungen der Heiratsverwandtschaft bei den indogermanischen Völkern. In: IF 17 (1904)
- Johannes Hoops, Waldbäume und Kulturpflanzen im germanischen Altertum, Straßburg 1905, Rezension, in: Deutsche Litteraturzeitung 1906
- Hermann Hirt, Die Indogermanen, ihre Verbreitung, ihre Urheimat und ihre Kultur, 1. Bd. Strassburg 1905, Rezension, in: Deutsche Literatur-Zeitung 7/1906
- Hermann Hirt, Die Indogermanen, ihre Verbreitung, ihre Urheimat und ihre Kultur, 2. Bd. Strassburg 1907, Rezension, in: Deutsche Literatur-Zeitung [...]/1907
- Zu nhd. „buche“, in: Zeitschrift für deutsche Wortforschung 11 (1909)
- Bilder aus dem russischen Dorfleben, in: Westermanns Monatshefte 53. Jahrgang, Jan.–März 1909, mit acht Schwarzweißabbildungen
- Der Hammelsonntag. Eine Reisestudie aus dem Gouvernement Olonetz. In: IF 26 (1909)
- (Stichworte) Aryan Religion; Blood-Feud; Charms and Amulets; Chastity; Crimes and Punishments; Death and Disposal of the Death; Divination; Family; Hospitality; Kingship, in:   James Hastings, Encyclopaedia of Religion and Ethics, Bände 2 bis 7, Edinburgh 1909–1914
- Begraben und Verbrennen im Lichte der Religions- und Kulturgeschichte. Ein Vortrag in der Schlesischen Gesellschaft für Volkskunde, Breslau 1910
- Neuhochdeutsch „Wirt“ (hospes), in: Wissenschaftliche Beihefte zur Zeitschrift des Allgemeinen deutschen Sprachvereins, V. Reihe, Heft 32, 1910.
- Die Indogermanen. Wissenschaft und Bildung 77, Leipzig 1911, neu bearbeitet von Hans Krahe, Leipzig 1935
- Die Anschauungen Viktor Hehns von der Herkunft unserer Kulturpflanzen und Haustiere im Lichte neuerer Forschung, Berlin 1912
- Germanen und Indogermanen. In: Die Geisteswissenschaften 8/1913, sowie in: Korrespondenzblatt des Gesamtvereins der deutschen Geschichts- und Altertumsvereine, 1914.
- „Vaterland“. Gedächtnisrede zur hundertsten Wiederkehr des Geburtstages des Fürsten Bismarck, gehalten am 10. Mai 1915, Breslau 1915

## Nachrufe
- Alfons Nehring: Otto Schrader. In: Indogermanisches Jahrbuch. Band 6 (1918), S. 152–160, Berlin 1920
- Wilhelm Streitberg: Otto Schrader. In: Frankfurter Zeitung, 11. April 1919